# وینسبورو (کارولینای جنوبی)
وینسبورو(به انگلیسی: Winnsboro) شهری در ایالت کارولینای جنوبی کشور ایالات متحده آمریکا است که جمعیت آن در سرشماری سال ۲۰۱۰ میلادی، ۳٬۵۵۰ نفر بوده‌است.